# Флаг Азад-Кашмира
Флаг Азад-Кашмира (урду پرچم آزاد کشمیر‎) — флаг, который использует самоуправляемая территория Азад-Кашмир в качестве главного государственного символа. Он имеет зелёный фон, четыре горизонтальные белые полосы, чередующиеся с зеленым, звезду и полумесяц, а также золотой кантон на верхней широкой зелёной полосе.

## История
Флаг был принят 24 сентября 1975 года в соответствии с Постановлением о Государственном флаге Азад Джамму и Кашмира, изданным президентом этого непризнанного государства Мухаммадом Ибрагимом Ханом. Флаг Азад Кашмира был разработан отставным подполковником Абдул Хаком Мирзой.
Флаг Азад Кашмира является ключевым символом идентичности для азад-кашмирцев на родине и в азад-кашмирской диаспоре. Также ассоциируется с кашмирским конфликтом.

## Описание флага
Флаг представляет цвета Пакистана, белый и зелёный, с символами мусульманского большинства (полумесяц и звезда) и меньшинства индуистов и сикхов (шафрановый квадрат). Белые полосы символизируют заснеженные горы Азад-Кашмира, а зелёные полосы — Кашмирскую долину.